# 普什奇納
普什奇納（波蘭語：Pszczyna，發音：[ˈpʂt͡ʂɨna]）是位於波蘭南部的城市，2010年人口25,415人。自1999年起，普什奇納屬西里西亞省。在1975-1998年期間，屬卡托維茲省。 

## 地理

### 地形
普什奇纳位于沙质平原，地势向东上升。总体稍微丘陵起伏，但没有相对大的高度落差。最高点海拔小于260米（850英尺）。

### 气候
普什奇纳处于温带，气候直接受海洋和大陆气流冲突的影响。由于海洋气流通常占优势，因此温度变化不大。很少出现寒冷或长期的冬天。

## 友好城市
- 德国 貝爾吉施格拉德巴赫
- 德国 小伦瑙
- 卡斯特拉
- 捷克 霍萊紹夫

## 外部連結
- Pszczyna in figures
- Tourist Information Centre website
- Jewish Community in Pszczyna （页面存档备份，存于） on Virtual Shtetl

49°58′N 18°57′E / 49.967°N 18.950°E